# Tapoides villamilii
Tapoides villamilii är en törelväxtart som först beskrevs av Elmer Drew Merrill, och fick sitt nu gällande namn av Airy Shaw. Tapoides villamilii ingår i släktet Tapoides och familjen törelväxter. Inga underarter finns listade i Catalogue of Life.